# Brigitte Doege-Schellinger
Brigitte Doege-Schellinger (* 1938 in München) ist freiberufliche Designerin, Farbberaterin, Malerin und Autorin.

## Leben
Nach ihrem Studium der Malerei und des Textildesigns an der Akademie der Bildenden Künste in München begann sie ihre freiberufliche Tätigkeit als Malerin, Designerin und Farbberaterin für Farbkonzepte und Produktdesign. Darüber hinaus lehrt sie als Dozentin an der Akademie Faber-Castell und der Blocherer Schule in München.
Ihre Werke aus Malerei und Design werden international ausgestellt, u. a. in der großen Kunstausstellung im Haus der Kunst in München sowie in Galerien in München und Tokyo.
Seit 1985 kreiert Doege Dekore für den Porzellanhersteller Rosenthal.
Sie lebt in Gauting.

## Auszeichnungen
- 1980: iF product design award für ein Rollo mit Verkleidung (Fa. MHZ Hachtel, Stuttgart)
- 1993: red dot design award für das Fliesendekor «Leporello» (Rosenthal)

## Publikationen (Auswahl)
- Die Kunst-Akademie Faszination Farbe. Die Farben der Natur beobachten – analysieren – anwenden. Englisch Verlag ISBN 978-3-8241-1340-8
- Der Maler Hans Schellinger. Verlag Von Zezschwitz ISBN 3-936702-10-1